# Cummingston
Cummingston se situe sur la côte nord-est d'Écosse en Moray. Il repose sur la route B9012, pris en tenailles entre les deux villages de pêche d'Hopeman et Burghead. Il était connu sous le nom de the Collach, probablement du gaélique écossais : an Coileach signifiant "eddy".

## Caractéristiques
Essentiellement un village-rue de moins d'un kilomètre de long, seules trois rues forment Cummingston: Main Street, Back Street et la plus récente Seaview Road. À l'endroit où Back Street et Seaview Road se rejoignent, une voie part vers le nord jusqu'à un petit parking desservant le parc d'enfants. Un chemin permet l'accès à la plage et se connecte au réseau Moray Coastal Trail. Il donne aussi accès aux puits qui fournissaient l'approvisionnement en eau par le passé. Au milieu du village, sur la partie nord de Main Street, se trouve un monument aux morts en commémoration des hommes locaux mort lors des deux guerres mondiales. Il y a environ 85 habitations dans le village et pratiquement toutes ont des noms à la place de numéros de rue. L'emplacement élevé de Cummingston permet à la majorité des propriétés d'avoir une vue sur le Moray Firth.

## Géographie
Le village se trouve approximativement 150 m au sud de la côte essentiellement rocailleuse, à une altitude d'environ 40 m. Le sol au sud est utilisé pour les fermes et s'élève à environ 60 m, fournissant des vues extensives sur le littoral de Moray, le Moray Firth, et la région des Highlands au nord. Séparé à l'ouest de Burghead par des terres arables, et séparé à l'est de Hopeman par une décharge fermée et d'autres terres arables, le Conseil de Moray tient à conserver la nature linéaire du village en empêchant la construction d'habitations dans ces zones. Une partie du lais est désigné "Site d'intérêt scientifique".

## Loisirs
Les coupes de lignes ferroviaires faites par le docteur Richard Beeching dans les années 1960 fini par faire disparaitre la ligne connectant Burghead à Hopeman, qui passait juste au-dessus du littorl à Cummingston. Faisant maintenant partie de la piste côtière du Conseil de Moray, la ligne est dorénavant un excellent sentier pédestre rempli de gravats, populaire parmi les randonneurs et les cyclistes.
Les falaises de Cummingston sont mentionnées dans de nombreux guides d'escalade du Royaume-Uni et sont souvent utilisées pour les cours d'escalade de différents centres écossais.